# Manuel Otéro
Pour les articles homonymes, voir Otero.
Manuel Otéro est un réalisateur de cinéma d'animation français, né en 1938.
Il a créé le studio d'animation Cinémation, qui a permis à beaucoup de réalisateurs de se lancer dans le métier, dont Marc Caro et Jean-Pierre Jeunet.
Il a obtenu un prix en 1967 au Festival international d'animation d'Annecy pour son film Arès contre Atlas, dénonçant l'impérialisme des États-Unis d'Amérique en pleine guerre du Viêt Nam.

## Filmographie

### Réalisateur
- 1965 : Contre-pied, dessin animé, 7 min ;
- 1969 : Tour de Force, pixilation, dessin animé, 3 min 30 ;
- 1967 : La Balade d'Émile, dessin animé, 2 min 15 ;
- 1967 : Arès contre Atlas, dessin animé, 6 min ;
- 1968 : Univers, dessin animé, 8 min ;
- 1980 : Rails, dessin animé, 8 min ;
- 1999 : Tant qu'il y aura des pommes, dessin animé, 6 min ;
- 2000 : Révolution, dessin animé, 10 min ;
- 2001 : Toro Loco, dessin animé, 5 min.

### Scénariste
- 1965 : Contre-pied, dessin animé, 7 min ;
- 1969 : Tour de Force, pixilation, dessin animé, 3 min 30 ;
- 1967 : La Balade d'Émile, dessin animé, 2 min 15 ;
- 1967 : Arès contre Atlas, dessin animé, 6 min ;
- 1968 : Univers, dessin animé, 8 min ;
- 1980 : Rails, dessin animé, 8 min ;
- 1999 : Tant qu'il y aura des pommes, dessin animé, 6 min ;
- 2000 : Révolution, dessin animé, 10 min ;
- 2001 : Toro Loco, dessin animé, 5 min.

### Monteur
- 1979 : Le Manège, court métrage de Marc Caro et Jean-Pierre Jeunet)
- 1980 : Rails, dessin animé, 8 min ;
- 1984 : Les Boulugres, dessin animé, long métrage ;
- 1999 : Tant qu'il y aura des pommes, dessin animé, 6 min ;
- 2000 : Révolution, dessin animé, 10 min ;
- 2001 : Toro Loco, dessin animé, 5 min.

## Distinctions
- Festival international d'animation d'Annecy 1967 : primé pour Arès contre Atlas
- Césars 1977 : nomination au César du meilleur court-métrage documentaire pour L'Éruption de la Montagne Pelée